# Quảng Phú, Lâm Đồng
Quảng Phú là một xã thuộc huyện Krông Nô, tỉnh Đắk Nông, Việt Nam.

## Địa lý
Xã Quảng Phú nằm ở phía đông nam huyện Krông Nô, có vị trí địa lý:
- Phía đông và phía bắc giáp tỉnh Đắk Lắk với ranh giới là sông Krông Nô
- Phía tây giáp xã Đắk Nang
- Phía nam giáp huyện Đắk Glong.

Xã có diện tích 120,23 km², dân số năm 1999 là 3.249 người, mật độ dân số đạt 27 người/km².

## Hành chính
Xã Quảng Phú được chia thành 8 thôn: Phú Sơn, Phú Lợi, Phú Thuận, Phú Trung, Phú Xuân, Phú Hưng, Phú Hòa, Phú Vinh

## Lịch sử
Sau năm 1975, Quảng Phú là một xã thuộc huyện Đắk Nông, tỉnh Đắk Lắk.
Ngày 10 tháng 9 năm 1986, Hội đồng Bộ trưởng ban hành Quyết định 106/HĐBT. Theo đó, chia xã Quảng Phú thành 2 xã lấy tên là xã Quảng Phú và xã Đức Xuyên.
Ngày 9 tháng 11 năm 1987, huyện Krông Nô được thành lập, xã Quảng Phú chuyển sang trực thuộc huyện Krông Nô.
Tháng 5 năm 1992, xã Đắk Nang được thành lập trên cơ sở điều chỉnh 1.950 ha diện tích tự nhiên và 1.429 người của xã Quảng Phú, 1.500 ha diện tích tự nhiên của xã Đức Xuyên.
Sau khi điều chỉnh địa giới hành chính, xã Quảng Phú còn lại 13.670 ha diện tích tự nhiên và 1.437 người.